# Arturo Farías
Arturo Farías (Santiago del Cile, 1º settembre 1927 – 19 ottobre 1992) è stato un calciatore cileno, di ruolo difensore.